# Orchéron
Orchéron est un roman de science-fiction écrit par l'écrivain français Pierre Bordage, en 2000.

## Synopsis
On reprend l'histoire plusieurs générations après l'arrivée du vaisseau interstellaire sur le nouveau monde.

## Univers
Ce roman est la suite de Abzalon, du même auteur.

## Parutions
- Première édition : Orchéron, L'Atalante, 2000(ISBN 2-84172-153-1)
- Édition "poche" : Orchéron, J'ai lu, 2006(ISBN 978-2290348802)